# Balkan Cup w biegach narciarskich 2014
Balkan Cup w biegach narciarskich 2014 to kolejna edycja tego cyklu zawodów. Rywalizacja rozpoczęła się 25 stycznia 2014 w greckiej Pigadii, a zakończyła 23 marca 2014 w rumuńskim Predealu.
Obrończynią tytułu wśród kobiet była Bułgarka Teodora Malczewa, a wśród mężczyzn Bułgar Weselin Cinzow.

## Kalendarz i wyniki

### Kobiety
| Lp  | Data             | Miejscowość       | Dystans                      | 1. miejsce                 | 2. miejsce                 | 3. miejsce    |
| --- | ---------------- | ----------------- | ---------------------------- | -------------------------- | -------------------------- | ------------- |
| 1.  | 25 stycznia 2014 | Pigadia           | Sprint s. dowolnym           | Odwołany                   | Odwołany                   | Odwołany      |
| 2.  | 26 stycznia 2014 | Pigadia           | 5 km s. dowolnym             | Odwołany                   | Odwołany                   | Odwołany      |
| 3.  | 1 marca 2014     | Mawrowo           | 5 km s. dowolnym             | Antonija Grigorowa-Burgowa | Teodora Malczewa           | Vedrana Malec |
| 4.  | 2 marca 2014     | Mawrowo           | 5 km s. dowolnym             | Teodora Malczewa           | Antonija Grigorowa-Burgowa | Vedrana Malec |
| 5.  | 8 marca 2014     | Erciyes Dağı      | 10 km s. dowolnym            | Odwołany                   | Odwołany                   | Odwołany      |
| 6.  | 9 marca 2014     | Erciyes Dağı      | Sprint drużynowy s. dowolnym | Odwołany                   | Odwołany                   | Odwołany      |
| 7.  | 18 marca 2014    | Sarajewo-Dvorista | 5 km s. dowolnym             | Odwołany                   | Odwołany                   | Odwołany      |
| 8.  | 19 marca 2014    | Sarajewo-Dvorista | 10 km s. dowolnym            | Odwołany                   | Odwołany                   | Odwołany      |
| 9.  | 22 marca 2014    | Predeal           | 5 km s. klasycznym           | Odwołany                   | Odwołany                   | Odwołany      |
| 10. | 23 marca 2014    | Predeal           | 10 km s. dowolnym            | Odwołany                   | Odwołany                   | Odwołany      |

### Mężczyźni
| Lp  | Data             | Miejscowość       | Dystans                      | 1. miejsce    | 2. miejsce       | 3. miejsce   |
| --- | ---------------- | ----------------- | ---------------------------- | ------------- | ---------------- | ------------ |
| 1.  | 25 stycznia 2014 | Pigadia           | Sprint s. dowolnym           | Odwołany      | Odwołany         | Odwołany     |
| 2.  | 26 stycznia 2014 | Pigadia           | 10 km s. dowolnym            | Odwołany      | Odwołany         | Odwołany     |
| 3.  | 1 marca 2014     | Mawrowo           | 10 km s. dowolnym            | Andrej Gridin | Milanko Petrović | Edi Dadić    |
| 4.  | 2 marca 2014     | Mawrowo           | 5 km s. dowolnym             | Edi Dadić     | Andrej Gridin    | Andrej Buric |
| 5.  | 8 marca 2014     | Erciyes Dağı      | 15 km s. dowolnym            | Odwołany      | Odwołany         | Odwołany     |
| 6.  | 9 marca 2014     | Erciyes Dağı      | Sprint drużynowy s. dowolnym | Odwołany      | Odwołany         | Odwołany     |
| 7.  | 18 marca 2014    | Sarajewo-Dvorista | 10 km s. dowolnym            | Odwołany      | Odwołany         | Odwołany     |
| 8.  | 19 marca 2014    | Sarajewo-Dvorista | 15 km s. dowolnym            | Odwołany      | Odwołany         | Odwołany     |
| 9.  | 22 marca 2014    | Predeal           | 10 km s. klasycznym          | Odwołany      | Odwołany         | Odwołany     |
| 10. | 23 marca 2014    | Predeal           | 15 km s. dowolnym            | Odwołany      | Odwołany         | Odwołany     |

## Klasyfikacje
| Lp. | Zawodnik                   | Punkty |
| --- | -------------------------- | ------ |
| 1.  | Antonija Grigorowa-Burgowa | 180    |
| 1.  | Teodora Malczewa           | 180    |
| 3.  | Vedrana Malec              | 120    |
| 4.  | Nina Broznić               | 100    |
| 5.  | Sanja Kusmuk               | 90     |
| 6.  | Snezana Borovcanin         | 72     |
| 6.  | Anja Ilić                  | 72     |
| 6.  | Cwetelina Pawłowa          | 72     |
| 9.  | Rosana Kiroska             | 58     |
| 10. | Teodora Djukic             | 52     |

| Lp. | Zawodnik             | Punkty |
| --- | -------------------- | ------ |
| 1.  | Andrej Gridin        | 180    |
| 2.  | Edi Dadić            | 160    |
| 3.  | Milanko Petrović     | 130    |
| 4.  | Andrej Buric         | 110    |
| 5.  | Darko Damjanowski    | 81     |
| 6.  | Rejhan Šmrković      | 80     |
| 7.  | Mladen Plakalović    | 77     |
| 8.  | Dżewad Hadzifejzovic | 68     |
| 9.  | Jordan Czuczuganow   | 58     |
| 10. | Marko Starcevic      | 52     |